# Monticola imerina
Monticola imerina е вид птица от семейство Muscicapidae.

## Разпространение
Видът е разпространен в Мадагаскар.